# Liste der Dreitausender im Geigenkamm
Die Liste der Dreitausender im Geigenkamm listet alle Dreitausender im Geigenkamm in Tirol auf.
Die sortierbare Tabelle enthält neben der Höhe und der genauen Lage (Koordinaten) auch die Parameter Dominanz und Schartenhöhe.

## Gipfeldefinition
In der Tabelle werden sämtliche Gipfel über 3000 Meter Höhe berücksichtigt, die eine Schartenhöhe von mindestens 50 Metern aufweisen.
Gipfel, welche das obige Kriterium nicht erfüllen, werden auch nicht in der Liste geführt. Diejenigen davon, die offiziell benannt sind, finden sich in einer gesonderten Auflistung unterhalb der Tabelle. Ein unbenannter Gipfel ohne Höhenkote zwischen Hoher Geige und Hohem Kogel übertrifft deutlich die Mindestschartenhöhe von 50 Metern, er wird in der Liste provisorisch mit GK1 bezeichnet.

## Legende
- Rang: Rang, den der Gipfel unter den Dreitausendern einnimmt.
- Bild: Bild des Berges.
- Gipfel: Name des Gipfels.
- Höhe: Höhe des Berges in Metern über dem Meeresspiegel.
- Lage: Administrative Lage sowie Koordinaten des Gipfels
- Dominanz: Die Dominanz beschreibt den Radius des Gebietes, das der Berg überragt. Angegeben in Kilometern mit Bezugspunkt.
- Schartenhöhe: Die Schartenhöhe ist die Höhendifferenz zwischen Gipfelhöhe und der höchstgelegenen Einschartung, bis zu der man mindestens absteigen muss, um einen höheren Gipfel zu erreichen. Angegeben in Metern mit Bezugspunkt.

## Dreitausender im Geigenkamm
Durch Anklicken des Symbols im Tabellenkopf sind die jeweiligen Spalten sortierbar.
| Rang | Bild | Gipfel                   | Höhe         | Lage                       | Dominanz                       | Schartenhöhe                                  |
| ---- | ---- | ------------------------ | ------------ | -------------------------- | ------------------------------ | --------------------------------------------- |
| 1    |      | Hohe Geige               | 3393 m ü. A. | Tirol 47° 0′ N, 10° 55′ O  | 7,8 km → Verpeilspitze         | 456 m ↓ Nördliches Pollesjoch                 |
| 2    |      | Puitkogel                | 3343 m ü. A. | Tirol 46° 59′ N, 10° 54′ O | 2,6 km → Hohe Geige            | 390 m ↓ Weißmaurachjoch                       |
| 3    |      | Silberschneid            | 3341 m ü. A. | Tirol 47° 0′ N, 10° 55′ O  | 0,6 km → Hohe Geige            | ca. 70 m ↓ Scharte zur Hohen Geige            |
| 4    |      | Hoher Kogel              | 3293 m ü. A. | Tirol 47° 1′ N, 10° 55′ O  | 1,2 km → Hohe Geige            | ca. 90 m ↓ Scharte zur Hohen Geige            |
| 5    |      | unbenannter Gipfel GK1   | ca. 3285 m   | Tirol 47° 1′ N, 10° 55′ O  | 0,4 km → Hoher Kogel           | ca. 70 m ↓ Scharte zum Hohen Kogel            |
| 6    |      | Wassertalkogel           | 3252 m ü. A. | Tirol 46° 58′ N, 10° 54′ O | 1,5 km → Puitkogel             | 172 m ↓ Scharte zum Puitkogel                 |
| 7    |      | Sonnenkogel              | 3166 m ü. A. | Tirol 46° 58′ N, 10° 54′ O | 0,7 km → Wassertalkogel        | ca. 70 m ↓ Scharte zum Wassertalkogel         |
| 8    |      | Kleine Geige             | 3152 m ü. A. | Tirol 47° 1′ N, 10° 55′ O  | 0,7 km → Breiter Kogel         | ca. 120 m ↓ Scharte zum Breiten Kogel         |
| 9    |      | Luibiskogel              | 3110 m ü. A. | Tirol 47° 3′ N, 10° 54′ O  | 3,1 km → Kleine Geige          | 473 m ↓ Breitlehnjöchl                        |
| 10   |      | Blockkogel               | 3097 m ü. A. | Tirol 47° 5′ N, 10° 53′ O  | 4,3 km → Luibiskogel           | ca. 290 m ↓ Scharte zum Luibiskogel           |
| 11   |      | Plattigkogel             | 3089 m ü. A. | Tirol 47° 5′ N, 10° 53′ O  | 1,0 km → Blockkogel            | ca. 140 m ↓ Scharte zum Blockkogel            |
| 12   |      | Reiserkogel              | 3082 m ü. A. | Tirol 47° 3′ N, 10° 54′ O  | 0,5 km → Luibiskogel           | 168 m ↓ Luibisscharte                         |
| 13   |      | Hundstalkogel            | 3080 m ü. A. | Tirol 47° 2′ N, 10° 54′ O  | 1,7 km → Reiserkogel           | 254 m ↓ Sandjöchl                             |
| 14   |      | Fundusfeiler             | 3079 m ü. A. | Tirol 47° 7′ N, 10° 52′ O  | 3,0 km → Blockkogel            | ca. 285 m ↓ Scharte zum Blockkogel            |
| 15   |      | Felderkogel              | 3071 m ü. A. | Tirol 47° 3′ N, 10° 55′ O  | 0,9 km → Reiserkogel           | 165 m ↓ Hauerscharte                          |
| 16   |      | Weißmaurachkopf          | 3069 m ü. A. | Tirol 46° 59′ N, 10° 55′ O | 0,6 km → Ampferkogel           | ca. 55 m ↓ Scharte zum Ampferkogel            |
| 17   |      | Langkarlesschneid        | 3044 m ü. A. | Tirol 47° 4′ N, 10° 53′ O  | 0,4 km → Plattigkogel          | ca. 75 m ↓ Scharte zum Plattigkogel           |
| 18   |      | Hairlacher Seekopf       | 3040 m ü. A. | Tirol 47° 6′ N, 10° 52′ O  | 1,7 km → Fundusfeiler          | ca. 185 m ↓ Scharte zum Südl. Lehner Grieskg. |
| 19   |      | Südl. Lehner Grieskogel  | 3038 m ü. A. | Tirol 47° 6′ N, 10° 52′ O  | 0,7 km → Fundusfeiler          | 112 m ↓ Feilerscharte                         |
| 20   |      | Polleskogel              | 3032 m ü. A. | Tirol 46° 57′ N, 10° 55′ O | 0,8 km → Karleskogel           | 74 m ↓ Südliches Pollesjoch                   |
| 21   |      | Nördl. Lehner Grieskogel | 3032 m ü. A. | Tirol 47° 7′ N, 10° 51′ O  | 0,6 km → Südl. Lehner Grieskg. | ca. 60 m ↓ Scharte zum Südl. Lehner Grieskg.  |
| 22   |      | Schwarzkogel             | 3016 m ü. A. | Tirol 46° 58′ N, 10° 56′ O | 2,3 km → Wurmsitzkogel         | ca. 110 m ↓ Scharte zum Polleskogel           |

Weitere Dreitausender (mit weniger als 50 Metern Schartenhöhe):
- Breiter Kogel 3256 m
- Gschrappkogel 3197 m
- Ampferkogel 3183 m
- Wurmsitzkogel 3079 m
- Hauerseekogel 3059 m
- Fotzenkarstange 3024 m